# Gex (игра)
Gex — игра-платформер, выпущенная впервые на приставке 3DO Interactive Multiplayer в 1995 году. Версии этой игры были позже выпущены для Windows, PlayStation и Sega Saturn. Эта игра поставлялась вместе с приставками 3DO в позднее время выпуска консоли. Это первая игра в серии игр Gex, и представляет игрокам нового персонажа — остряка-геккона по имени Гекс, озвученного комедиантом Даной Гоулд.

## Сюжет
Гекс и его семья живут в Мауи, Гавайи. Его мать растила его и трех его младших братьев и сестер, а их отец работал в NASA. Хобби Гекса — проводить время с друзьями, заниматься сёрфингом и играть на укулеле. Однажды его мать получает телефонный звонок от NASA, в котором узнаёт, что его отец и 10 волонтёров-людей погибли при запуске ракеты.
Вскоре беззаботная жизнь семьи Гекса рушится, и Гекс станет много смотреть телевизионных шоу, пытаясь пережить проблемы, но в итоге становится одержимым ТВ-шоу. После нескольких неудачных попыток отучить Гекса смотреть телевизор, его мать решила изменить его жизнь. Семья гекконов переехала в Энсино, Калифорния, телевизор у него отобрали, и Гекс убегает из дома. После нескольких месяцев жизни на улице Гекс получает в наследство огромную сумму денег, и возвращается в Мауи, чтобы жить в особняке, и покупает себе самый большой в мире телевизор.
В один из дней, при просмотре телевизора, Гекс глотает муху, не зная, что это особенный тип передатчика. Спустя несколько мгновений огромная рука появилась из телевизора, и засосала его туда. Эта рука принадлежала Резу, повелителю Телевизионного Измерения, который решил сделать Гекса своим новым талисманом и завоевать мир.
Гекс проходит через миры Телевизионного Измерения, основанных на различных жанрах: Кладбище (ужасы), Земля Мультяшек (мультипликация), Остров Джунглей (приключения) и Кунг-Фу-Вилль (фильмы с боевыми искусствами). В первом мире Гекс видит огромный купол, окружённый 4-ю большими телевизорами. Гекс попадает в каждый из телевизоров, собирает пульты управления телевизором и побеждает помощников Реза: Морфину, Флатулатора, Солнечную Змею и Токсичную Черепаху. Гекс также собирает ещё части от другого телевизионного пульта, что позволяет ему переместиться на мистическую планету Икс. Когда Гекс соберёт все телевизионные пульты от всех миров, купол открывается, и становится доступен проход в Резополис, столицу Телевизионного Измерения.
Оказавшись внутри, Гекс побеждает Реза, используя одного из его механических жуков, и Гекс превращается в шар энергии и покидает купол Телевизионного измерения. Гекс возвращается домой в своё имение в Мауи, но по-прежнему любит телевидение.

## Геймплей
Вместе с возможностью ходить, бегать и прыгать Гекс может прилипать к стенам и ползать по ним. Основная атака Гекса — удар хвостом. Цель почти каждого уровня — пройти уровень и найти телевизионные пульты, спрятанные на уровнях. Некоторые уровни требуют от игрока найти несколько телевизионных пультов, чтобы продвинуться дальше. Есть скрытые порталы, ведущие к бонусным уровням, и если пройти уровень идеально, то даётся часть пульта от планеты Икс. Несмотря на то, что такой бонус есть на каждом уровне, от игрока требуется пройти только один такой уровень в каждом мире. Планета Икс — это бонусный мир.
Оригинальная версия игры на приставке 3DO могла записывать прогресс игры прямо в память приставки, остальные версии используют систему паролей. Чтобы получить пароль или сохраниться на внутреннюю память, нужно найти видеокассету, спрятанную на многих уровнях каждого мира.

## Оценка игры в прессе
| Сводный рейтинг       | Сводный рейтинг                            |
| Агрегатор             | Оценка                                     |
| --------------------- | ------------------------------------------ |
| GameRankings          | (3DO) 79 % (PC) 71 % (SAT) 69 % (PS1) 63 % |
| Русскоязычные издания |                                            |
| Издание               | Оценка                                     |
| SBG Magazine          | 7/10 (PC)                                  |
| Суперэнциклопедия 3DO | (3DO)                                      |

Gex была одной из самых продаваемых игр на приставке 3DO. В июле 1995 года продажи игры превысили 1 миллион копий. Gex получила позитивные отзывы.